# Dálnice A11 (Rakousko)
Dálnice A11 (německy Autobahn A11 nebo Karawanken Autobahn) je 21 kilometrů dlouhá rakouská dálnice. Začíná na křižovatce s dálnicemi A2 a A10 u Villachu a vede jižním směrem ke slovinským hranicím. Hraniční pohoří Karavanky překonává 7,9 km dlouhým stejnojmenným tunelem, ve kterém navazuje na slovinskou dálnici A2.
Výstavba dálnice A11 probíhala zároveň se stavbou tunelu Karavanky na přelomu 80. a 90. let 20. století. Celá, 21 km dlouhá trasa byla zprovozněna 1. června 1991, přičemž úsek Villach – Sankt Nicklas an der Drau-Ost byl otevřen pouze v polovičním profilu (v plném profilu přesně o rok později). Z tunelu Karavanky byl realizován pouze jeden tubus pro obousměrný provoz, ačkoliv byl původně plánován se dvěma tubusy.

## Dálniční křižovatky
- Villach (km 0) – dálnice A2 (E55, E66) a dálnice A10 (E55, E66)